# Veronika Remišová
Veronika Remišová (ur. 31 maja 1976 w Żylinie) – słowacka polityk, działaczka samorządowa i wykładowczyni akademicka, posłanka do Rady Narodowej, wiceprzewodnicząca partii Za ľudí, w latach 2020–2023 wicepremier oraz minister inwestycji, rozwoju regionalnego i informatyzacji.

## Życiorys
Uzyskała magisterium i doktorat w Wyższej Szkole Sztuk Scenicznych w Bratysławie. Kształciła się następnie na Université Paris Sorbonne i w CERIS w Brukseli. Przez dziesięć lat pracowała w Komisji Europejskiej, po powrocie na Słowację została wykładowczynią akademicką na Uniwersytecie Komeńskiego w Bratysławie. Współpracowała także z posłanką Eriką Jurinovą jako jej doradczyni.
W 2014 została radną bratysławskiej dzielnicy Stare Miasto. W tym samym roku z ramienia Zwyczajnych Ludzi bez powodzenia ubiegała się o mandat europosłanki, zajmując drugie miejsce wśród kandydatów tego ugrupowania. W 2016 otrzymała pierwsze miejsce na liście Zwyczajnych Ludzi w wyborach krajowych, uzyskała wówczas mandat deputowanej do Rady Narodowej. Zyskała popularność dzięki swojej aktywności w parlamencie. Była wymieniana jako kandydatka w wyborach prezydenckich w 2019, jednakże w styczniu tego samego roku oświadczyła, że w nich nie wystartuje.
W tym samym roku dołączyła do partii Za ľudí, którą założył Andrej Kiska. Objęła w niej funkcję wiceprzewodniczącej. W 2020 z jej ramienia uzyskała poselską reelekcję. W marcu 2020 została wicepremierem oraz ministrem inwestycji, rozwoju regionalnego i informatyzacji w rządzie Igora Matoviča. W sierpniu tegoż roku stanęła także na czele ugrupowania Za ľudí. Utrzymała obie funkcje rządowe w utworzonym w kwietniu 2021 gabinecie Eduarda Hegera, sprawując je do maja 2023. W tym samym roku z ramienia koalicji skupionej wokół Zwyczajnych Ludzi ponownie uzyskała mandat posłanki do Rady Narodowej.